# 寺門一義
寺門 一義（てらかど かずよし、1952年（昭和27年）1月28日 - ）は、日本の実業家。常陽銀行代表取締役頭取や、めぶきフィナンシャルグループ代表取締役社長、全国地方銀行協会会長を務めた。

## 人物・来歴
茨城県出身。1974年早稲田大学法学部卒業、常陽銀行入行。審議室審議役、多賀支店長、営業統括部副部長、個人事業部長兼くらしと事業の相談センター長等を経て、2003年執行役員経営企画部長。2005年常務取締役。2009年専務取締役。
2011年から常陽銀行代表取締役頭取を務め、足利銀行との経営統合にあたり、2016年に設立されためぶきフィナンシャルグループの初代代表取締役社長に就任した。2018年めぶきフィナンシャルグループ取締役会長、常陽銀行取締役会長。

## 経歴
- 1974年（昭和49年）
  - 4月：常陽銀行入行。
- 1994年（平成6年）
  - 7月:同行審議室審議役
- 1996年（平成8年）
  - 6月:同行多賀支店長
- 2001年（平成13年）
  - 6月:同行個人事業部長兼くらしと事業の相談センター長
- 2003年（平成15年）
  - 6月:同行執行役員　経営企画部長
- 2005年（平成17年）
  - 6月:同行常務取締役
- 2009年（平成21年）
  - 6月:同行専務取締役
- 2011年（平成23年）
  - 6月:同行代表取締役頭取
- 2016年（平成24年）
  - 6月:めぶきフィナンシャルグループ代表取締役社長
- 2018年（平成30年）
  - 6月:めぶきフィナンシャルグループ取締役会長
  - 6月:常陽銀行取締役会長